# 維傑爾伯格球場
維傑爾伯格球場（荷蘭語：Stadion De Vijverberg，荷蘭語發音：[də ˈvɛivərbɛr(ə)x]）是一座位於荷蘭杜廷赫姆的足球場。球場設有12,600個座位。
自球場於1954年啟用開始已為足球隊迪加史卓普的主場。

## 外部連結
- De Vijverberg （页面存档备份，存于） at Soccerway